# Symphonie no 3 de Liatochinski
Pour les articles homonymes, voir Symphonie no 3.

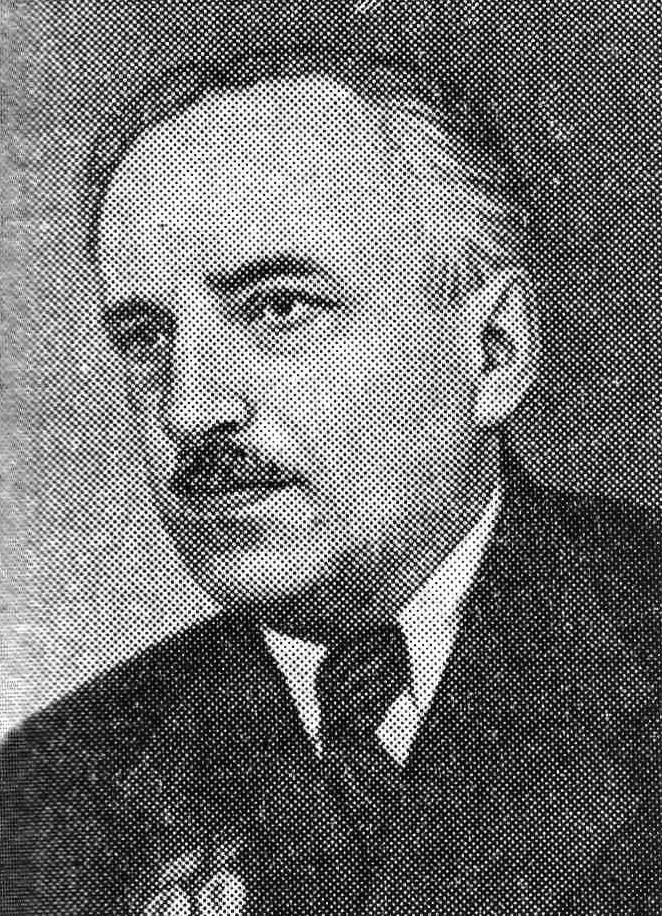
Boris Liatochinski a dû retravailler son œuvre pour raisons idéologiques.

La Symphonie no 3, op. 50, en si mineur de Boris Liatochinski est créée le 23 octobre 1951 à Kiev par l’Orchestre symphonique d'Etat de la République socialiste d'Ukraine (maintenant l'Orchestre symphonique national d'Ukraine), sous la direction de Natan Rakhlin. Cette première a lieu lors d'un concert du plénum du conseil d'administration de l'Union des compositeurs de l'Ukraine. Mais la symphonie reçoit des critiques reposant sur des raisons idéologiques ; le compositeur Liatoshinski est alors contraint de retravailler sa symphonie. La première représentation de la symphonie « corrigée » a lieu en 1955.

## Composition de la symphonie, censure et correction
Selon les mémoires des contemporains, lors de la première de l'œuvre, le public a ovationné le compositeur Liatochinski. Malgré ce succès auprès du public, peu de temps après la première, l'Union des compositeurs d'Ukraine lors d'une réunion avec des invités de Moscou, M. Koval et E. Zakharov, condamne le travail comme « anti-peuple » et en qualifie les éléments de « déchets formalistes qui doivent être brûlés ».
Les motivations de cette décision sont que la symphonie, écrite peu après la Seconde Guerre mondiale, contient le titre « La paix gagnera la guerre » ; or le finale de la symphonie dans l'édition originale n'est pas du tout sur le thème victorieux, mais bien plutôt tragique. Le compositeur est accusé d'interpréter le thème de la guerre « non pas comme un partisan soviétique de la paix, mais comme un pacifiste bourgeois ».
Le compositeur Anatoliy Kos-Anatolsky en écrit : « À l'un des plénums de composition, dans les années 50 à Kiev, la troisième symphonie de B. Liatochinski a été exécutée. Cet ouvrage de la première édition m'a fait une impression profonde mais légèrement sombre, et j'ai imaginé l'auteur comme une personne renfermée, stricte et lugubre ».
Pour sauver son œuvre, Liatochinski est contraint de retravailler la symphonie. Il doit particulièrement remplacer le finale par un autre, victorieux et optimiste. La première représentation de la symphonie revue a lieu à Leningrad en 1955, sous la direction d'Evgeny Mravinsky. Ce n'est pas un hasard si la symphonie est approuvée dans la RSFS de Russie, car de fait le compositeur ne peut plus être persécuté pour cette œuvre à Kiev. De plus, Mravinsky fait autorité et le fait qu'il ait dirigé la représentation est une sorte de défense de l'œuvre. Après l'exécution de la symphonie dans la nouvelle édition, l'opinion à son égard a foncièrement changé, elle est alors qualifiée d'œuvre importante pour la musique symphonique ukrainienne.
C'est dans cette version corrigée que la symphonie continue à être jouée pendant des décennies, jusqu'à ce que les tabous idéologiques soient levés après l'effondrement de l'URSS. Dans la version originale, la symphonie est interprétée par les chefs d'orchestre Volodymyr Sirenko et Igor Blazhkov.

## Analyse de l'œuvre
Mikola Gordiychuk décrit le genre de cette œuvre comme un drame symphonique. Cette attribution de genre repose à la fois sur le contenu artistique de l'œuvre elle-même et sur l'idée qui a engendré la composition. Liatochinski applique systématiquement le principe du leitmotiv, ainsi que, en partie, le monothématisme, car les différentes parties du cycle sont étroitement liées les unes aux autres en raison de la parenté interne des thèmes clés.
Par ailleurs, le compositeur utilise largement des techniques polyphoniques pour présenter et développer l'ensemble : les sujets se superposent, se transforment et se compliquent d'imitations, de canons, notamment des séquences canoniques, de fugato, etc. En même temps, il utilise la polyphonie non seulement dans le développement, mais aussi dans les sections d'exposition de la partition.
Cette troisième symphonie est la seule symphonie de Liatochinski à avoir quatre parties, toutes ses autres symphonies n'ont que trois parties chacune.